# 다카라즈카 가극단 71기생
다카라즈카 가극단 71기생은 1983년에 다카라즈카 음악학교에 입학, 1985년에 다카라즈카 가극단에 입단한 46명을 가리킨다.

## 개요
초무대의 연목은 와카바 히로미의 퇴단공연인 하나구미 「사랑이 있다면 목숨은 영원히」이다.
2021년 10월 1일자로, 토도로키 유우의 퇴단으로 71기생 전원 퇴단하였다.

## 주요 학생

### OG
- 아이카 미레 : 전 하나구미 톱스타
- 마코토 츠바사 : 전 츠키구미 톱스타
- 미노루 코 : 전 호시구미 톱스타
- 토도로키 유우 : 전 전과 남역 (전 극단특별고문)
- 아유 유우키 : 전 유키구미 톱여역
- 코사카 치아키 : 전 하나구미 여역
- 하나 요우코 : 전 하나구미 여역
- 아사기리 마이 : 전 유키구미 여역

## 일람
| 예명            | 생일      | 출신지                                 | 출신 학교                           | 예명의 유래                       | 애칭                       | 역할 | 퇴단년도 | 비고                                         |
| --------------- | --------- | -------------------------------------- | ----------------------------------- | --------------------------------- | -------------------------- | ---- | -------- | -------------------------------------------- |
| 愛華みれ        | 11월 29일 | 카고시마현 키모츠키군 미나미오오스미쵸 | 미나미오스미고교                    | 화사하게, 사랑받을수있게          | 타모                       | 남역 | 2001년   |                                              |
| 아이카 미레     | 11월 29일 | 카고시마현 키모츠키군 미나미오오스미쵸 | 미나미오스미고교                    | 화사하게, 사랑받을수있게          | 타모                       | 남역 | 2001년   |                                              |
| 暁なぎさ        | 9월 7일   | 도쿄도 치요다구                        | 요츠야후타바가쿠엔                  | 본명에서 할아버지가 명명          | 아코                       | 여역 | 1996년   |                                              |
| 아카츠키 나기사 | 9월 7일   | 도쿄도 치요다구                        | 요츠야후타바가쿠엔                  | 본명에서 할아버지가 명명          | 아코                       | 여역 | 1996년   |                                              |
| 朝霧舞          | 5월 8일   | 효고현 고베시                          | 사쿠라노미야중학                    |                                   | 쿄로쨩, 키요쨩, 마이, 미호 | 여역 | 1994년   |                                              |
| 아사기리 마이   | 5월 8일   | 효고현 고베시                          | 사쿠라노미야중학                    |                                   | 쿄로쨩, 키요쨩, 마이, 미호 | 여역 | 1994년   |                                              |
| 鮎ゆうき        | 2월 21일  | 도쿄도 에도가와구                      | 와요여자대학부속 코우노다이여자고교 | 자기 스스로 고안                  | 미키코                     | 남역 | 1991년   | 후에 여역 전환                               |
| 아유 유우키     | 2월 21일  | 도쿄도 에도가와구                      | 와요여자대학부속 코우노다이여자고교 | 자기 스스로 고안                  | 미키코                     | 남역 | 1991년   | 후에 여역 전환                               |
| いらか万椰      | 10월 13일 | 도쿄도 신주쿠구                        | 시라유리가쿠엔고교                  |                                   | 마리, 오마리               | 남역 | 1997년   | 엄마 미나지 요코 (40)                        |
| 이라카 마야     | 10월 13일 | 도쿄도 신주쿠구                        | 시라유리가쿠엔고교                  |                                   | 마리, 오마리               | 남역 | 1997년   | 엄마 미나지 요코 (40)                        |
| 絵奈かおる      | 2월 7일   | 후쿠오카현 후쿠오카시 사와라구         | 큐슈여자고등학교                    | 가족이 고안                       | 에나, 요시코               | 여역 | 1989년   |                                              |
| 에나 카오루     | 2월 7일   | 후쿠오카현 후쿠오카시 사와라구         | 큐슈여자고등학교                    | 가족이 고안                       | 에나, 요시코               | 여역 | 1989년   |                                              |
| 恵美若葉        | 10월 21일 | 도쿄도 세타가야구                      | 쇼와고등학교                        |                                   | 료코                       | 여역 | 1996년   | 후에 하루노 와카바로 개명 (春乃若葉)         |
| 에미 와카바     | 10월 21일 | 도쿄도 세타가야구                      | 쇼와고등학교                        |                                   | 료코                       | 여역 | 1996년   | 후에 하루노 와카바로 개명 (春乃若葉)         |
| 大潮ますみ      | 1월 13일  | 오사카부 스이타시                      | 바이카중학교                        | 물이 가득 차서 맑다는 의미        | 하마쨩                     | 남역 | 1989년   |                                              |
| 오오시오 마스미 | 1월 13일  | 오사카부 스이타시                      | 바이카중학교                        | 물이 가득 차서 맑다는 의미        | 하마쨩                     | 남역 | 1989년   |                                              |
| 荻代彩乃        | 11월 18일 | 오사카부 오사카시 아사히구             | 소우아이가쿠엔                      | 존경하는 선생님이 지어줌          | 토모요                     | 여역 | 1990년   |                                              |
| 오기시로 아야노 | 11월 18일 | 오사카부 오사카시 아사히구             | 소우아이가쿠엔                      | 존경하는 선생님이 지어줌          | 토모요                     | 여역 | 1990년   |                                              |
| 光樹すばる      | 5월 19일  | 도쿄도 스기나미구                      | 후지무라여자고교                    |                                   | 우-쨩, 스바루              | 남역 | 2005년   |                                              |
| 코우키 스바루   | 5월 19일  | 도쿄도 스기나미구                      | 후지무라여자고교                    |                                   | 우-쨩, 스바루              | 남역 | 2005년   |                                              |
| 香坂千晶        | 9월 16일  | 아이치현 나고야시                      | 스기야마여학원                      | 가족이 고안                       | 나츠코, 낫쨩               | 여역 | 1991년   |                                              |
| 코사카 치아키   | 9월 16일  | 아이치현 나고야시                      | 스기야마여학원                      | 가족이 고안                       | 나츠코, 낫쨩               | 여역 | 1991년   |                                              |
| こじか真衣      | 6월 13일  | 교토부 교토시 사쿄구                   | 노트르담여학원 고등학교             | 자신이 지음                       | 히로코쨩                   | 여역 | 1998년   |                                              |
| 코지카 마이     | 6월 13일  | 교토부 교토시 사쿄구                   | 노트르담여학원 고등학교             | 자신이 지음                       | 히로코쨩                   | 여역 | 1998년   |                                              |
| 三枝みづき      | 6월 11일  | 도쿄도 오오타구                        | 도쿄도립미나미고등학교              | 타다신사에서 작명                 | 미즈                       | 남역 | 1993년   |                                              |
| 사에구사 미즈키 | 6월 11일  | 도쿄도 오오타구                        | 도쿄도립미나미고등학교              | 타다신사에서 작명                 | 미즈                       | 남역 | 1993년   |                                              |
| 鷺草かおる      | 9월 5일   | 효고현 고베시 키타구                   | 슈쿠가와가쿠인                      | 존경하는 선생님이 지어줌          | 와코chan                   | 여역 | 1998년   |                                              |
| 사기쿠사 카에루 | 9월 5일   | 효고현 고베시 키타구                   | 슈쿠가와가쿠인                      | 존경하는 선생님이 지어줌          | 와코chan                   | 여역 | 1998년   |                                              |
| 沢ひとみ        | 2월 16일  | 후쿠시마현 니혼마츠시                  | 후쿠야마여자고교                    | 존경하는 선생님이 지어줌          | 스즈미, 시지미             | 여역 | 1998년   |                                              |
| 사와 히토미     | 2월 16일  | 후쿠시마현 니혼마츠시                  | 후쿠야마여자고교                    | 존경하는 선생님이 지어줌          | 스즈미, 시지미             | 여역 | 1998년   |                                              |
| 潮路小夜        | 11월 21일 | 후쿠이현 후쿠이시                      | 진아이여자고등학교                  | 가족이 고안                       | 사요                       | 여역 | 1991년   |                                              |
| 시오지 사요     | 11월 21일 | 후쿠이현 후쿠이시                      | 진아이여자고등학교                  | 가족이 고안                       | 사요                       | 여역 | 1991년   |                                              |
| 詩織みき        | 3월 6일   | 오사카부 이바라키시                    | 무코가와고등학교                    | 가족이 고안                       | 카시와, 캇시-              | 남역 | 1990년   |                                              |
| 시오리 미키     | 3월 6일   | 오사카부 이바라키시                    | 무코가와고등학교                    | 가족이 고안                       | 카시와, 캇시-              | 남역 | 1990년   |                                              |
| 篠原ゆい        | 7월 8일   | 오사카부 오사카시 미나미구             | 오사카부립시미즈다이고등학교        | 자신이 지음                       | 유이                       | 여역 | 1988년   |                                              |
| 시노하라 유이   | 7월 8일   | 오사카부 오사카시 미나미구             | 오사카부립시미즈다이고등학교        | 자신이 지음                       | 유이                       | 여역 | 1988년   |                                              |
| 菫乃あいか      | 2월 9일   | 카나가와현 요코하마시 코우호쿠구       | 츠루미여자고등학교                  | 가족이 고안                       | 미호                       | 여역 | 1989년   | 후에 스미레노 아이카로 개명 (すみれのあいか) |
| 스미레노 아이카 | 2월 9일   | 카나가와현 요코하마시 코우호쿠구       | 츠루미여자고등학교                  | 가족이 고안                       | 미호                       | 여역 | 1989년   | 후에 스미레노 아이카로 개명 (すみれのあいか) |
| 聖花桜子        | 5월 20일  | 효고현 니시노미야시                    | 효고현립니시노미야고등학교          | 사쿠라우치 요시오가 지어줌        | 미사코, 미사쨩             | 여역 | 1989년   |                                              |
| 세이카 사쿠라코 | 5월 20일  | 효고현 니시노미야시                    | 효고현립니시노미야고등학교          | 사쿠라우치 요시오가 지어줌        | 미사코, 미사쨩             | 여역 | 1989년   |                                              |
| 貴柳みどり      | 8월 7일   | 효고현 카와니시시                      | 카와니시메이호고등학교              | 코야나기 히즈루가 지어줌          | 폿포                       | 여역 | 2005년   |                                              |
| 타카야기 미도리 | 8월 7일   | 효고현 카와니시시                      | 카와니시메이호고등학교              | 코야나기 히즈루가 지어줌          | 폿포                       | 여역 | 2005년   |                                              |
| 多彩しゅん      | 9월 8일   | 효고현 다카라즈카시                    | 코베야마테가쿠엔                    |                                   | 야스코, 얏쿤               | 남역 | 1999년   |                                              |
| 타사이 슌       | 9월 8일   | 효고현 다카라즈카시                    | 코베야마테가쿠엔                    |                                   | 야스코, 얏쿤               | 남역 | 1999년   |                                              |
| 橘沙恵          | 11월 28일 | 오사카부 토요나카시                    | 바이카가쿠엔고등학교                | 본명                              | 사에, 사에코               | 남역 | 1993년   |                                              |
| 타치바나 사에   | 11월 28일 | 오사카부 토요나카시                    | 바이카가쿠엔고등학교                | 본명                              | 사에, 사에코               | 남역 | 1993년   |                                              |
| 珠木奈緒        | 10월 13일 | 도쿄도 스기나미구                      | 묘죠가쿠엔고등학교                  | 지인이 지어줌                     | 카나, 카-탄                | 남역 | 1991년   |                                              |
| 타마키 나오     | 10월 13일 | 도쿄도 스기나미구                      | 묘죠가쿠엔고등학교                  | 지인이 지어줌                     | 카나, 카-탄                | 남역 | 1991년   |                                              |
| 地矢晃          | 10월 9일  | 오사카부 토요나카시                    | 바이카가쿠엔고등학교                |                                   | 치야                       | 남역 | 1999년   |                                              |
| 치야 아키라     | 10월 9일  | 오사카부 토요나카시                    | 바이카가쿠엔고등학교                |                                   | 치야                       | 남역 | 1999년   |                                              |
| 蝶まいか        | 8월 3일   | 오사카부 토요나카시                    | 바이카고등학교                      | 은사가 지어줌                     | 츠쿠네, 나오요             | 여역 | 1987년   |                                              |
| 쵸 마이카       | 8월 3일   | 오사카부 토요나카시                    | 바이카고등학교                      | 은사가 지어줌                     | 츠쿠네, 나오요             | 여역 | 1987년   |                                              |
| 轟悠            | 8월 11일  | 쿠마모토현 히토요시시                  | 히토요시립제1중학                   |                                   | 토무, 이시쨩               | 남역 | 2021년   |                                              |
| 토도로키 유우   | 8월 11일  | 쿠마모토현 히토요시시                  | 히토요시립제1중학                   |                                   | 토무, 이시쨩               | 남역 | 2021년   |                                              |
| 朋舞花          | 12월 29일 | 교토부 무코시                          | 무코시립카츠야마중학                | 가족이 고안                       | 치요                       | 여역 | 2001년   |                                              |
| 토모 마이카     | 12월 29일 | 교토부 무코시                          | 무코시립카츠야마중학                | 가족이 고안                       | 치요                       | 여역 | 2001년   |                                              |
| 登羽歩          | 2월 9일   | 오사카부 야오시                        | 야오히가시고등학교                  | 자신이 지음                       | 마-칭, 마-코               | 남역 | 1992년   |                                              |
| 토와 아유미     | 2월 9일   | 오사카부 야오시                        | 야오히가시고등학교                  | 자신이 지음                       | 마-칭, 마-코               | 남역 | 1992년   |                                              |
| 夏河ゆら        | 12월 26일 | 효고현 니시노미야시                    | 코료중학교                          |                                   | 유라                       | 여역 | 2006년   |                                              |
| 나츠카와 유라   | 12월 26일 | 효고현 니시노미야시                    | 코료중학교                          |                                   | 유라                       | 여역 | 2006년   |                                              |
| 浪路はるか      | 8월 10일  | 도쿄도 메구로구                        | 일본음악고등학교                    | 존경하는 선생님이 지어줌          | 아케미쨩                   | 여역 | 1987년   |                                              |
| 나미지 하루카   | 8월 10일  | 도쿄도 메구로구                        | 일본음악고등학교                    | 존경하는 선생님이 지어줌          | 아케미쨩                   | 여역 | 1987년   |                                              |
| 南紀ちひろ      | 11월 18일 | 와카야마현 히가시무로군                | 나치중학교                          | 가족이 고안                       | 난키                       | 여역 | 1993년   |                                              |
| 난키 치히로     | 11월 18일 | 와카야마현 히가시무로군                | 나치중학교                          | 가족이 고안                       | 난키                       | 여역 | 1993년   |                                              |
| 能舞三子        | 4월 7일   | 아이치현 마츠야마시                    | 마츠야마히가시고등학교              | 본명에서 존경하는 선생님이 지어줌 | 밋짱                       | 여역 | 1988년   |                                              |
| 노부 미츠코     | 4월 7일   | 아이치현 마츠야마시                    | 마츠야마히가시고등학교              | 본명에서 존경하는 선생님이 지어줌 | 밋짱                       | 여역 | 1988년   |                                              |
| 萩尾仁美        | 3월 31일  | 오사카부 오사카시 히가시스미요시구     | 메이죠가쿠인고등학교                | 가족이 고안                       | 아케미                     | 여역 | 1991년   |                                              |
| 하기오 히토미   | 3월 31일  | 오사카부 오사카시 히가시스미요시구     | 메이죠가쿠인고등학교                | 가족이 고안                       | 아케미                     | 여역 | 1991년   |                                              |
| 白馬麗          | 6월 1일   | 나가노현 나가노시                      | 나가노시립와카오중학교              | 출신지 시로우마렌포               | 도리쨩                     | 남역 | 1990년   |                                              |
| 하쿠바 레이     | 6월 1일   | 나가노현 나가노시                      | 나가노시립와카오중학교              | 출신지 시로우마렌포               | 도리쨩                     | 남역 | 1990년   |                                              |
| 華陽子          | 7월 9일   | 효고현 아시야시                        | 고베카이세이여자학원고등학교        | 태양처럼 밝고 화사하게            | 요-코chan                  | 여역 | 1993년   |                                              |
| 하나 요우코     | 7월 9일   | 효고현 아시야시                        | 고베카이세이여자학원고등학교        | 태양처럼 밝고 화사하게            | 요-코chan                  | 여역 | 1993년   |                                              |
| 馮裕華          | 3월 15일  | 군마현 누마타시                        | 누마타여자고등학교                  | 본명                              | 효우                       | 남역 | 1991년   | 후에 여역 전환                               |
| 효 유우카       | 3월 15일  | 군마현 누마타시                        | 누마타여자고등학교                  | 본명                              | 효우                       | 남역 | 1991년   | 후에 여역 전환                               |
| 穂高つゆき      | 9월 11일  | 오사카부 오사카시 니시구               | 소우아이가쿠엔중학교                | 은사가 지어줌                     | 카메, 치호쨩               | 남역 | 1989년   |                                              |
| 호타카 츠유키   | 9월 11일  | 오사카부 오사카시 니시구               | 소우아이가쿠엔중학교                | 은사가 지어줌                     | 카메, 치호쨩               | 남역 | 1989년   |                                              |
| 真琴つばさ      | 11월 25일 | 도쿄도 시나가와구                      | 짓센죠시가쿠엔고등학교              | 자신이 지음                       | 마미                       | 남역 | 2001년   |                                              |
| 마코토 츠바사   | 11월 25일 | 도쿄도 시나가와구                      | 짓센죠시가쿠엔고등학교              | 자신이 지음                       | 마미                       | 남역 | 2001년   |                                              |
| 真中ひかる      | 12월 7일  | 오사카부 토요나카시                    | 오사카부립미노고등학교              |                                   | 나바쨩                     | 남역 | 2001년   |                                              |
| 마나카 히카루   | 12월 7일  | 오사카부 토요나카시                    | 오사카부립미노고등학교              |                                   | 나바쨩                     | 남역 | 2001년   |                                              |
| 毬央みつき      | 12월 10일 | 미야자키현 센다이시                    | 센다이시라유리학원고등학교          |                                   | 마리오, 케이쨩             | 남역 | 1990년   |                                              |
| 마리오 미츠키   | 12월 10일 | 미야자키현 센다이시                    | 센다이시라유리학원고등학교          |                                   | 마리오, 케이쨩             | 남역 | 1990년   |                                              |
| 美夏小波        | 8월 20일  | 도쿄도                                 | 성도미니코학원                      | 존경하는 사람이 지어줌            | 아야코, 스폰, 오바상       | 여역 | 1989년   |                                              |
| 미카 사나미     | 8월 20일  | 도쿄도                                 | 성도미니코학원                      | 존경하는 사람이 지어줌            | 아야코, 스폰, 오바상       | 여역 | 1989년   |                                              |
| 稔幸            | 6월 16일  | 카나가와현 야마토시                    | 키요미즈여자학원고등학교            |                                   | 노루                       | 남역 | 2001년   |                                              |
| 미노루 코       | 6월 16일  | 카나가와현 야마토시                    | 키요미즈여자학원고등학교            |                                   | 노루                       | 남역 | 2001년   |                                              |
| 美雪茜          | 8월 30일  | 도쿄도 코다이라시                      | 히가시무라야마고등학교              | 본명에서 존경하는 선생님이 지어줌 | 후-짱, 미유키              | 여역 | 1988년   |                                              |
| 미유키 아카네   | 8월 30일  | 도쿄도 코다이라시                      | 히가시무라야마고등학교              | 본명에서 존경하는 선생님이 지어줌 | 후-짱, 미유키              | 여역 | 1988년   |                                              |
| 夕月美佳        | 11월 22일 | 도쿄도 츄오구                          | 준신죠시가쿠엔고등학교              | 지인이 지어줌                     | 유리                       | 여역 | 1994년   |                                              |
| 유즈키 미카     | 11월 22일 | 도쿄도 츄오구                          | 준신죠시가쿠엔고등학교              | 지인이 지어줌                     | 유리                       | 여역 | 1994년   |                                              |
| 夢乃千琴        | 3월 1일   | 도쿄도 츄오구                          | 도쿄도립에이후쿠고등학교            | 가족이 고안                       | 로미, 히로미               | 여역 | 1996년   |                                              |
| 유메노 치코토   | 3월 1일   | 도쿄도 츄오구                          | 도쿄도립에이후쿠고등학교            | 가족이 고안                       | 로미, 히로미               | 여역 | 1996년   |                                              |